# آمیت سینگ باکشی
آمیت سینگ باکشی (انگلیسی: Amit Singh Bakshi؛ زادهٔ ۱۴ ژوئن ۱۹۲۹) بازیکن هاکی روی چمن اهل هند بود.
وی به‌همراه تیم ملی هاکی روی چمن مردان هند به مقام قهرمانی در بازی‌های المپیک تابستانی ۱۹۵۶ دست پیدا کرده‌است.